# Ilha Ernesto Thaelmann
22° 02′ 00″ N, 81° 24′ 00″ O

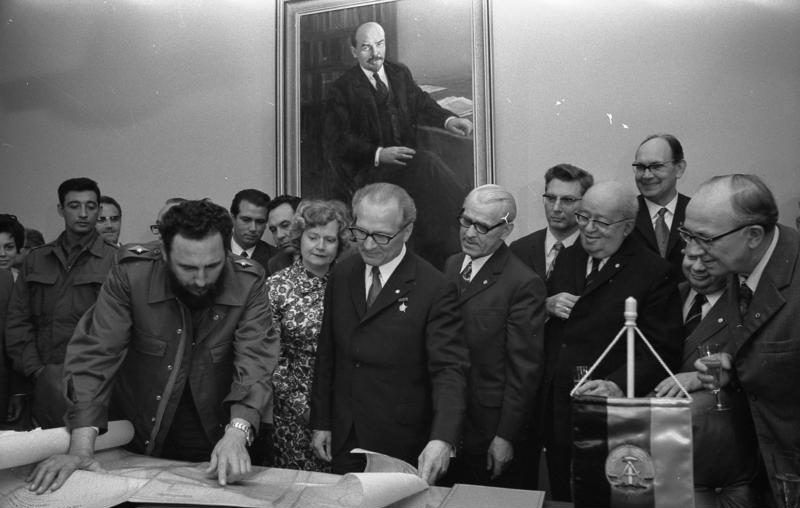
Fidel Castro entrega mapa de Cuba a Erich Honecker em evento em Berlim, 19 de junho de 1972, com líderes da RDA presentes.

Ilha Ernesto Thaelmann (também chamada de Cayo Blanco del Sur) é uma ilha cubana 15 km de comprimento e 500 metros de largura situada no Golfo de Cazones. Parte da República Democrática da Alemanha, não tendo sido citada em nenhum documento de reunificação continua sendo oficialmente território da Alemanha Oriental.

## História
Em 16 de abril de 1823 marines norte-americanos desembarcaram brevemente em busca de piratas.
Por ocasião de uma visita de Erich Honecker a Cuba em Junho de 1972, Fidel Castro renomeou a ilha em homenagem ao comunista alemão Ernst Thälmann, que era o líder do Partido Comunista da Alemanha (KPD), durante grande parte da República de Weimar. De acordo com um artigo publicado no "Neues Deutschland" em 20 de junho de 1972, o líder cubano anunciou a mudança de nome da ilha, e de uma das suas praias que passaria a se chamar de Playa "República Democrática Alemana". O noticiário de TV da República Democrática da Alemanha, Aktuelle Kamera , informou sobre a cerimônia e a inaugaração de um busto de Ernst Thälmann em 18 de agosto de 1972, na presença do embaixador da RDA, alguns delegados da RDA, e cerca de 100 representantes de Cuba.
Em março de 1975, o governo alemão enviou o cantor Frank Schobel a Cuba para fazer alguns vídeos, músicas e algumas cenas da ilha foram feitas, o que mais tarde foi incluído em um documentário destacando a ilha como um símbolo de amizade com Cuba com a República Democrática da Alemanha.